# Municipio de Collins (Nebraska)
El municipio de Collins (en inglés: Collins Township) es un municipio ubicado en el condado de Buffalo en el estado estadounidense de Nebraska. En el año 2010 tenía una población de 1605 habitantes y una densidad poblacional de 25,69 personas por km².

## Geografía
El municipio de Collins se encuentra ubicado en las coordenadas 40°41′28″N 99°8′48″O / 40.69111, -99.14667. Según la Oficina del Censo de los Estados Unidos, el municipio tiene una superficie total de 62.47 km², de la cual 60,13 km² corresponden a tierra firme y (3,75 %) 2,34 km² es agua.

## Demografía
Según el censo de 2010, había 1605 personas residiendo en el municipio de Collins. La densidad de población era de 25,69 hab./km². De los 1605 habitantes, el municipio de Collins estaba compuesto por el 91,4 % blancos, el 2,43 % eran afroamericanos, el 0,75 % eran amerindios, el 0,81 % eran asiáticos, el 2,31 % eran de otras razas y el 2,31 % eran de una mezcla de razas. Del total de la población el 8,91 % eran hispanos o latinos de cualquier raza.